# Романизация белорусского текста BGN/PCGN
Романизация BGN/PCGN — метод романизации белорусского кириллического текста, разработанный Советом США по географическим названиям (BGN) и Постоянным комитетом по географическим названиям для британского официального использования (PCGN). Был одобрен BGN и PCGN в 1979 г. Это часть набора систем романизации BGN/PCGN, включающего методы для 29 различных языков.
Система BGN/PCGN относительно проще в произношении и интуитивно понятнее англоязычному читателю, чем другие системы романизации белорусского языка.
Эта система использует только базовый латинский алфавит и знаки препинания. Никакие диакритические знаки или необычные буквы не требуются, хотя существует необязательное правило использования, во избежание неоднозначностей, знака интерпункции «·».
| Белорусская буква | Романизация | Замечания | Примеры |
| ----------------- | ----------- | --- | --- |
| А (а)             | A (a)       | — | Антон = Anton Вілейка = Vilyeyka                                                                                            |
| Б (б)             | B (b)       | — | Брэст = Brest Дубна = Dubna                                                                                                 |
| В (в)             | V (v)       | — | Віцебск = Vitsyebsk Асіповічы = Asipovichy                                                                                  |
| Г (г)             | H (h)       | — | Гродна = Hrodna Брагін = Brahin                                                                                             |
| Д (д)             | D (d)       | — | Добруш = Dobrush Ліда = Lida                                                                                                |
| Е (е)             | Ye (ye)     | — | Гомель = Homyel’ Беліца = Byelitsa                                                                                          |
| Ё (ё)             | Yo (yo)     | — | Ёдкавічы = Yodkavichy Нёман = Nyoman                                                                                        |
| Ж (ж)             | Zh (zh)     | — | Жлобін = Zhlobin Ружаны = Ruzhany                                                                                           |
| З (з)             | Z (z)       | — | Зоя = Zoya князь = knyaz’                                                                                                   |
| І (і)             | I (i)       | — | Ігнат = Ihnat Мінск = Minsk                                                                                                 |
| Й (й)             | Y (y)       | Обычно белорусские названия и имена с этой буквы не начинаются, однако она может встретиться в этой позиции в белорусской записи чужеземных названий и имён                                 | Йосель = Yosyel’ Койданава = Koydanava                                                                                      |
| К (к)             | K (k)       | — | Крапіўна = Krapiwna Менск = Myensk                                                                                          |
| Л (л)             | L (l)       | — | Лаўна = Lawna Лёсік = Lyosik Купала = Kupala Вілейка = Vilyeyka Міхал = Mikhal Вільня = Vil’nya Лепель = Lyepyel’           |
| М (м)             | M (m)       | — | Магілёў = Mahilyow Няміга = Nyamiha                                                                                         |
| Н (н)             | N (n)       | — | Наваградак = Navahradak Баранавічы = Baranavichy                                                                            |
| О (о)             | O (o)       | — | Орша = Orsha Востраў = Vostraw                                                                                              |
| П (п)             | P (p)       | — | Пінск = Pinsk Дняпро = Dnyapro                                                                                              |
| Р (р)             | R (r)       | — | Рагачоў = Rahachow Сураж = Surazh                                                                                           |
| С (с)             | S (s)       | — | Смаляны = Smalyany Арэса = Aresa Рось = Ros’                                                                                |
| Т (т)             | T (t)       | — | Талочын = Talochyn Масты = Masty                                                                                            |
| У (у)             | U (u)       | — | Уладзімір = Uladzimir Бабруйск = Babruysk                                                                                   |
| Ў (ў)             | W (w)       | Обычно белорусские названия и имена с этой буквы не начинаются, однако она может встретиться в этой позиции в белорусских текстах, оформленных в альтернативных (ненормативных) орфографиях | Быхаў = Bykhaw Воўпа = Vowpa Іўе = Iwye                                                                                     |
| Ф (ф)             | F (f)       | — | Фолюш = Folyush фортка = fortka                                                                                             |
| Х (х)             | Kh (kh)     | — | Хатынь = Khatyn’ Быхаў = Bykhaw                                                                                             |
| Ц (ц)             | Ts (ts)     | — | Ганцавічы = Hantsavichy Стоўбцы = Stowbtsy цьмяны = ts’ myany мясцовы = myastsovy Астравец = Astravyets Прыпяць = Prypyats’ |
| Ч (ч)             | Ch (ch)     | — | Чэрыкаў = Cherykaw Шчара = Shchara Нарач = Narach                                                                           |
| Ш (ш)             | Sh (sh)     | — | Шклоў = Shklow Ашмяны = Ashmyany                                                                                            |
| Ы (ы)             | Y (y)       | Обычно белорусские названия и имена с этой буквы не начинаются, однако она может встретиться в этой позиции в белорусской записи чужеземных названий и имён                                 | Ыттык-Кёль = Yttyk-Kyol’ Кобрын = Kobryn Солы = Soly                                                                        |
| Ь (ь)             | ’           | Эта буква не встречается в началах белорусских названий и имён | Копысь = Kopys’ рунь = run’                                                                                                 |
| Э (э)             | E (e)       | — | Эйсманты = Eysmanty Крэва = Kreva                                                                                           |
| Ю (ю)             | Yu (yu)     | — | Юры = Yury уюн = uyun |
| Я (я)             | Ya (ya)     | — | Язэп = Yazep Івянец = Ivyanyets                                                                                             |
| ’                 | ’’          | Этот знак обозначает палатализацию и не входит в стандартный алфавит | з’езд = z’’yezd |
| Зг (зг)           | Z∙h (z∙h)   | Пользование этим диграфом необязательно | |
| Кг (кг)           | K∙h (k∙h)   | Пользование этим диграфом необязательно | |
| Сг (сг)           | S∙h (s∙h)   | Пользование этим диграфом необязательно | |
| Тс (тс)           | T∙s (t∙s)   | Пользование этим диграфом необязательно | |
| Цг (цг)           | ts∙h (ts∙h) | Пользование этим диграфом необязательно | |
| Ґ (ґ)             | G (g)       | Эта буква используется только в классическом правописании белорусского языка | |